# Malcolm A. Moody

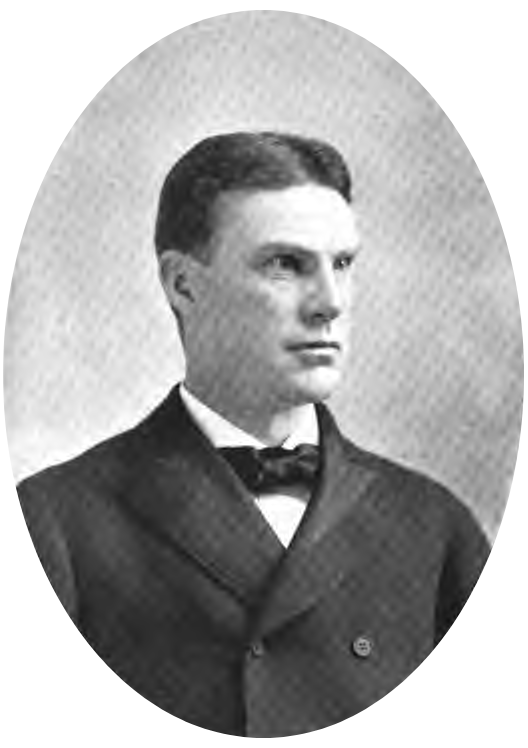
Malcolm A. Moody

Malcolm Adelbert Moody (* 30. November 1854 in Brownsville, Linn County, Oregon; † 19. März 1925 in Portland, Oregon) war ein US-amerikanischer Politiker (Republikanische Partei). Zwischen 1899 und 1903 vertrat er den zweiten Wahlbezirk des Bundesstaates Oregon im US-Repräsentantenhaus.

## Werdegang
Im Jahr 1855 zog Malcolm Moody mit seinen Eltern nach Illinois. Schon im Jahr 1862 kam die Familie nach Oregon zurück, wo sie sich in The Dalles niederließ. Dort besuchte er die öffentlichen Schulen. Später studierte er an der University of California in Berkeley. In The Dalles wurde Moody im Handel tätig. Außerdem arbeitete er als Kassierer bei der „The Dalles National Bank“.
Zwischen 1885 und 1889 war Moody Mitglied im Gemeinderat von The Dalles. Im Jahr 1889 wurde er zum Bürgermeister dieses Ortes gewählt. Dieses Amt bekleidete er zwei Amtszeiten lang. Zwischen 1888 und 1898 war er im Vorstand der Republikanischen Partei in Oregon. Im Vorfeld der Kongresswahlen des Jahres 1898 konnte er sich innerhalb seiner Partei gegen den Abgeordneten William R. Ellis durchsetzen und nach den eigentlichen Wahlen dessen Posten im Kongress übernehmen.
Zwischen dem 4. März 1899 und dem 3. März 1903 konnte Malcolm Moody zwei Legislaturperioden im Kongress absolvieren. Aufgrund parteiinterner Probleme wurde er im Jahr 1902 nicht wieder nominiert. Statt seiner wurde dann John N. Williamson in das US-Repräsentantenhaus gewählt. Nach dem Ende seiner Dienstzeit in Washington widmete sich Moody wieder seinen Geschäften in The Dalles. Malcolm Moody starb im März 1925 nach längerer Krankheit in Portland.